# إسقاط عمودي

تعطي زيادة البُعد المحرقي للكاميرا إلى اللانهاية في الإسقاط المنظوري إسقاطاً عمودياً.

الإسقاط العمودي (orthogonal projection) في الهندسة الوصفية هو شكل من أشكال الاظهار المستوي لأشكال ثلاثية الأبعاد. وهو نوع من أنواع الإسقاطات الموازية حيث يكون مركز الإسقاط نقطة لانهائية. التي تحدد بواسطة اتجاه خط، فعندما هذا الاتجاه يشكل زاوية قائمة بالنسبة لمستوى اسقاط، الإسقاط يسمى عمودي. خلافا لذلك يسمى اسقاط مائل عندما يكون اتجاه الاسقاط غير عمودي على مستوى الاسقاط.
يمكن اعتبار الإسقاط الموازي، بما في ذلك الإسقاط العمودي، حالة اسثنائية من الإسقاط المنظوري، وهذا يحصل عندما يكون مركز الإسقاط، أو الكاميرا، موضوعة على مسافة لانهائية بالنسبة لمستوى الإسقاط.